# بنز ۱۰/۳۰ پی‌اس
بنز ۱۰/۳۰ پی‌اس (انگلیسی: Benz 10/30 PS) خودروی موتور جلو-محور عقب در کلاس سدان است، که در فاصله سالهای ۱۹۱۲ تا ۱۹۲۷ توسط کارل بنز طراحی و عرضه می‌شد.